# Algonkiner
Algonkiner er en fællesbetegnelse for en række beslægtede oprindelige amerikanske folk i de nordøstlige dele af Nordamerika på grænsen mellem USA og Canada. Det vigtigste fællestræk for disse stammer er, at de taler sprog af Algonkin-sprogfamilien, der indeholder sprog såsom Cree, Ojibwe, Wampanoag, Blackfoot, Cheyenne, Kickapoo, Menominee, Miami, Mohegan og Mikmaq.

## Historie
Før europæernes ankomst til Amerika levede algonkiner af fiskeri og jagt, for en stammers vedkommende suppleret af agerbrug med dyrkning af majs, squash, bønner og ris. Mange af stammerne var nomader, der flyttede efter forsyningerne, hvilket medførte en del udveksling mellem de enkelte stammer. Omkring år 1600 er det estimeret, at der levede 70-100.000 algonkin-indianere. De boede i et område omfattende New England, New Jersey, det meste af New York, Minnesota, Wisconsin, Michigan, Illinois, Indiana, områder i Kentucky og Virginia samt det meste af Canada øst for Rocky Mountains. Der var ofte krigeriske kontakter med irokesere, der levede i området syd for algonkin-indianerne og var med til at trænge dem nordøstpå.
Da europæerne begyndte at bosætte sig i New England, var algonkiner de første oprindelige folk, de mødte. I begyndelsen stod de to grupper på venskabelig fod, men efterhånden som antallet af europæere, der bosatte sig, steg, stødte de to gruppers grundlæggende samfundsopfattelser mod hinanden. Europæerne opfattede den private ejendomsret som det vigtigste, mens algonkiner på lige fod med de fleste andre nordamerikanske folk opererede med fælles brugsret over det territorium, som stammen herskede over. Derfor opstod der flere og flere krigeriske sammenstød mellem grupperne. Det første alvorlige indianerangreb på de europæiske kolonister fandt sted i 1622, hvor 350 nybyggere blev ofre for en massakre. Nybyggerne svarede igen og fik hjælp af de epidemier, der ramte algonkiner som følge af sygdomme, som europæerne havde bragt med, blandt andet malaria. Nogle stammer blev næsten udslettet af sådanne sygdomme, og nybyggerne fulgte op med at dræbe de overlevende. 
Der var områder, hvor den fredelige sameksistens holdt ved i lang tid, og hvor der skete en del kulturudveksling. Således lærte nogle kolonister sig algonkin-sprog, og Bibelen blev oversat til dette sprog fulgt op af, at nogle af indianerne omvendte sig til kristendom. Det fredelige forhold holdt dog ikke ved, da kolonisterne begyndte at opkræve skatter af indianerne samt inddrage mere og mere jord. I 1675 blev det nogle af algonkin-indianerne for meget, og under ledelse af wampanoag-høvdingen "kong Philip" gik en række stammer til angreb på nybyggerlandsbyer og udslettede flere af dem samt forårsagede store ødelæggelser og nedslagtninger i andre i det, der blev kendt som kong Philips krig. Kampen mod nybyggerne var dog tabt på forhånd, og da disse fik samlet en tilstrækkelig hær, nedkæmpede de algonkin-styrkerne i et blodigt slag i Rhode Island. Dette knækkede for alvor algonkin-indianerne, der aldrig kom sig igen.

## Stammer inden for algonkiner
Blandt de stammer, der tilhører algonkiner, kan nævnes Mohegan (Mohikanere), wampanoag, massachusetts (som staten er opkaldt efter), Odawa (som Ottawa er opkaldt efter) fra det nordøstlige af bosættelseområderne, Cree, Arapaho, cheyenne og Blackfoot fra stepperne mod vest samt Nanticoke, Powhatan, Miami, Sauk-Fox, Kickapoo, Ilinnois, Menominee og Naranganssett fra øvrige områder.